# Saturazione (magnetismo)
Con saturazione si indica il massimo valore assoluto che la magnetizzazione di un materiale ferromagnetico può raggiungere, quando quest'ultimo sia sottoposto ad un campo magnetico esterno.
Tutte le proprietà magnetiche fondamentali di un materiale ferromagnetico possono essere lette sul ciclo d'isteresi, un grafico che riporta in ascissa il campo magnetico esterno H (A/m) ed in ordinata la magnetizzazione (A/m oppure emu/cm³) o il momento magnetico (mu) oppure ancora il campo di induzione magnetica B. In particolare le saturazioni corrispondono al limite della magnetizzazione per campo magnetico tendente all'infinito.